# Saarbataillon
Das Saarbataillon war eine saarländische Polizeitruppe in den Jahren 1946 bis 1955.

## Geschichte
Das Saarbataillon wurde im April 1946 auf Anordnung des französischen Militärgouverneurs Gilbert Grandval in Saarbrücken aufgestellt. Die Formation wurde der saarländischen Gendarmerie angegliedert und war als militärisch organisierte Truppe vorgesehen; von diesem Vorhaben wurde jedoch bald nach Gründung wieder Abstand genommen. Das Saarbataillon wurde stattdessen als straff geführte Bereitschaftspolizei aufgebaut.
Die Stärke des Bataillons betrug 200 Mann in zwei Kompanien; ausgerüstet war die Einheit militärähnlich mit Karabinern und den zugehörigen Bajonetten sowie mit Maschinengewehren.
Zu den Aufgaben der Truppe zählten neben der Aufrechterhaltung inneren Ordnung Sicherungsdienste und Repräsentations- sowie Protokollaufgaben. So stellte das Saarbataillon die Posten für die Amtssitze Grandvals und des saarländischen Ministerpräsidenten Johannes Hoffmann und Ehrenformationen zu offiziellen Anlässen.
Nach 1950 wurde das Saarbataillon von der saarländischen Regierung häufig zur Bekämpfung von Demonstrationen und zur Auflösung von Veranstaltungen, die sich gegen die Trennung des Saarlandes von Deutschland richteten und die daher als verfassungsfeindlich betrachtet wurden, eingesetzt. Die Härte und Gewalt, die dabei von der Einheit angewandt wurden, führten dazu, dass in weiten Teilen der saarländischen Bevölkerung eine ausgeprägte Abneigung gegen das Saarbataillon herrschte. Noch während des Wahlkampfes im Vorfeld der Volksabstimmung über das Saarstatut während des Sommers 1955 gelangte das Saarbataillon zum Einsatz gegen Kundgebungen der Gegner des Statuts und der Regierung Hoffmann.
Nach der Ablehnung des Saarstatuts und angesichts der sich abzeichnenden Wiedereingliederung des Saarlandes in das deutsche Staatsgebiet wurde das Saarbataillon am 27. Oktober 1955 zunächst in die Polizei-Ausbildungs-Inspektion umgewandelt, am 13. September dann in die Bereitschaftspolizei-Abteilung.

## Uniformierung
Das Saarbataillon war zur Zeit seiner Aufstellung noch nicht uniformiert; erst 1947 erhielt die Einheit khakifarbene Uniformen, die sich durch ihre militärisch orientierte Farbgebung vom Grau der saarländischen Gendarmerie und dem Dunkelblau der Landespolizei abhoben. 1952 wurde das Khaki aufgegeben und einheitlich dunkelblaue Uniformen für alle saarländischen Polizeikräfte eingeführt.
Als Kopfbedeckung wurde eine Schirmmütze in Uniformfarbe getragen; im Einsatz fand ein lackierter Stahlhelm mit Aluminiumkamm nach Muster der französischen Polizeihelme Verwendung.